# 질소 산화물
질소 산화물(窒素酸化物)은 질소의 산화물에 대한 통칭이다.
- 일산화 질소(NO)
- 이산화 질소(NO2)
- 일산화 이질소(N2O)
- 삼산화 이질소(N2O3)
- 사산화 이질소(N2O4)
- 오산화 이질소(N2O5)

이 가운데 마지막 세 산화물은 안정성이 떨어진다.

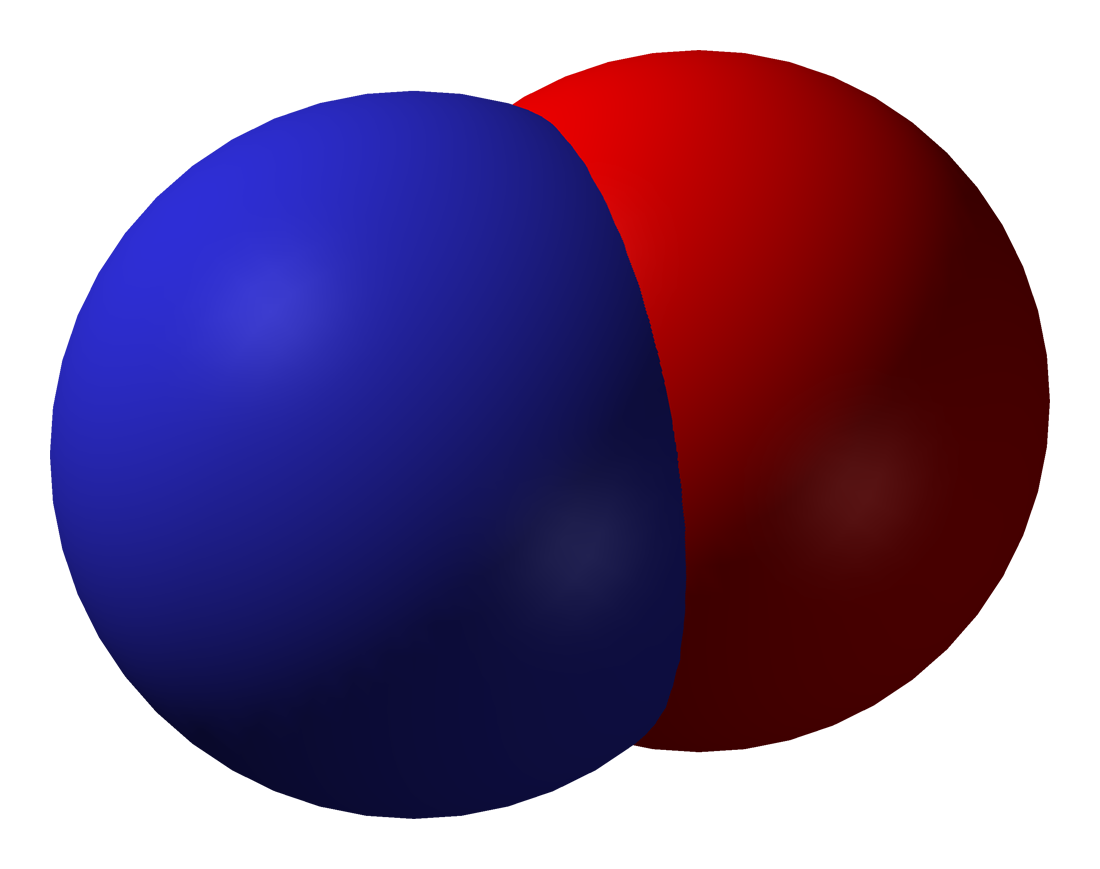
일산화 질소, NO
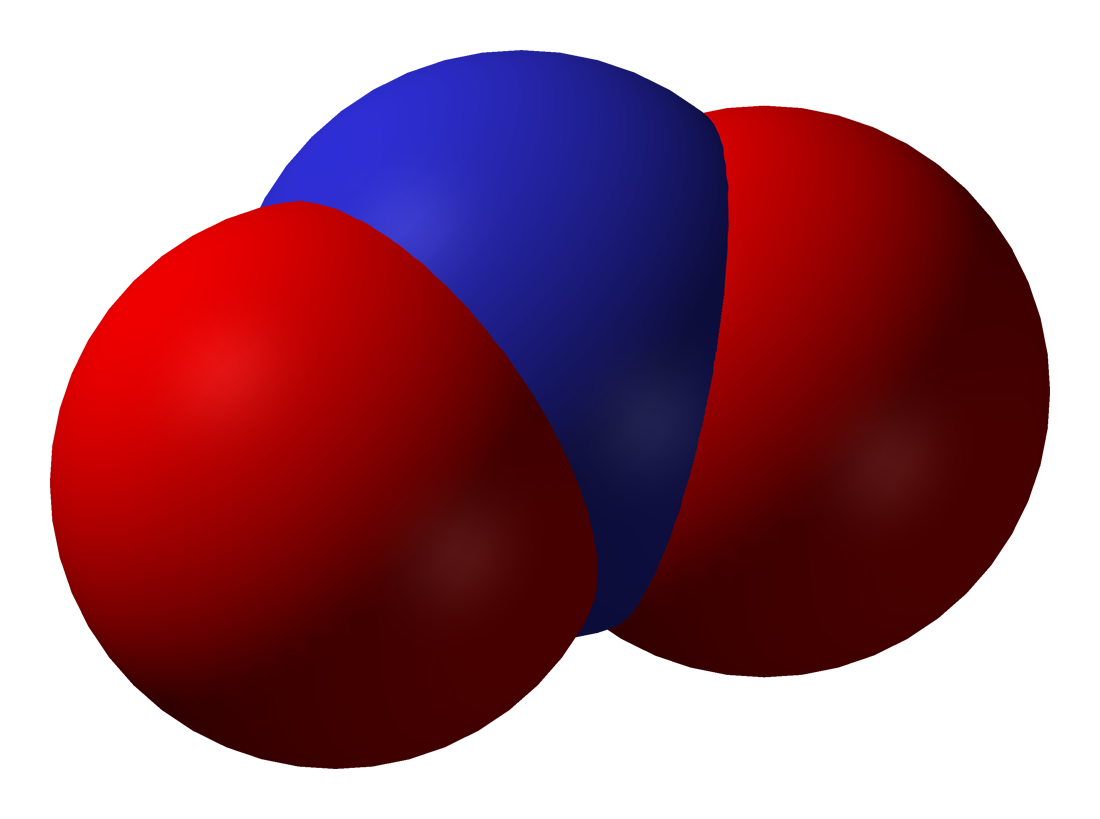
이산화 질소, NO2
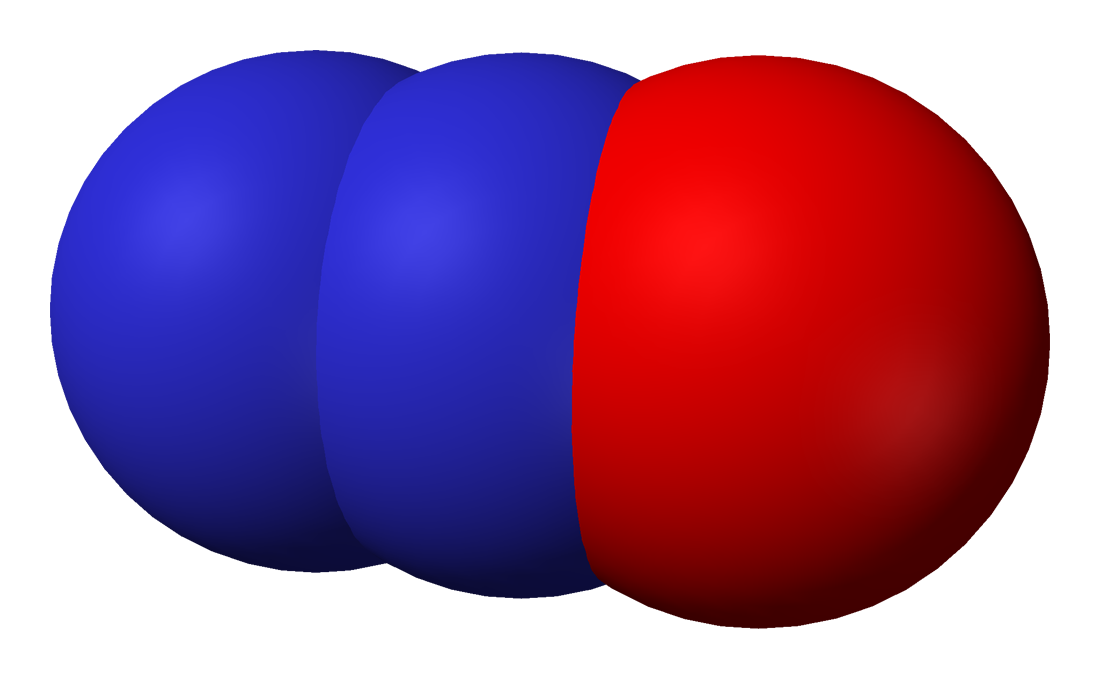
일산화 이질소, N2O
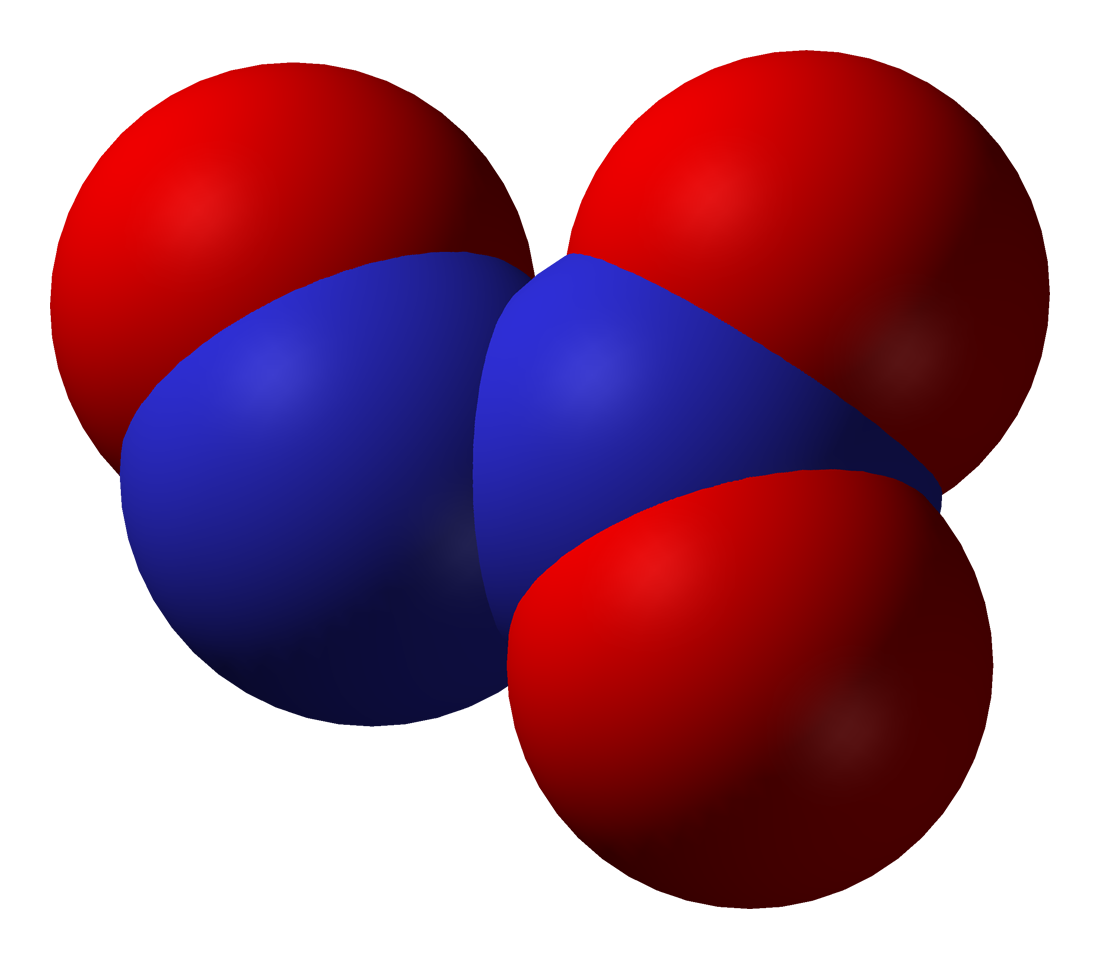
삼산화 이질소, N2O3
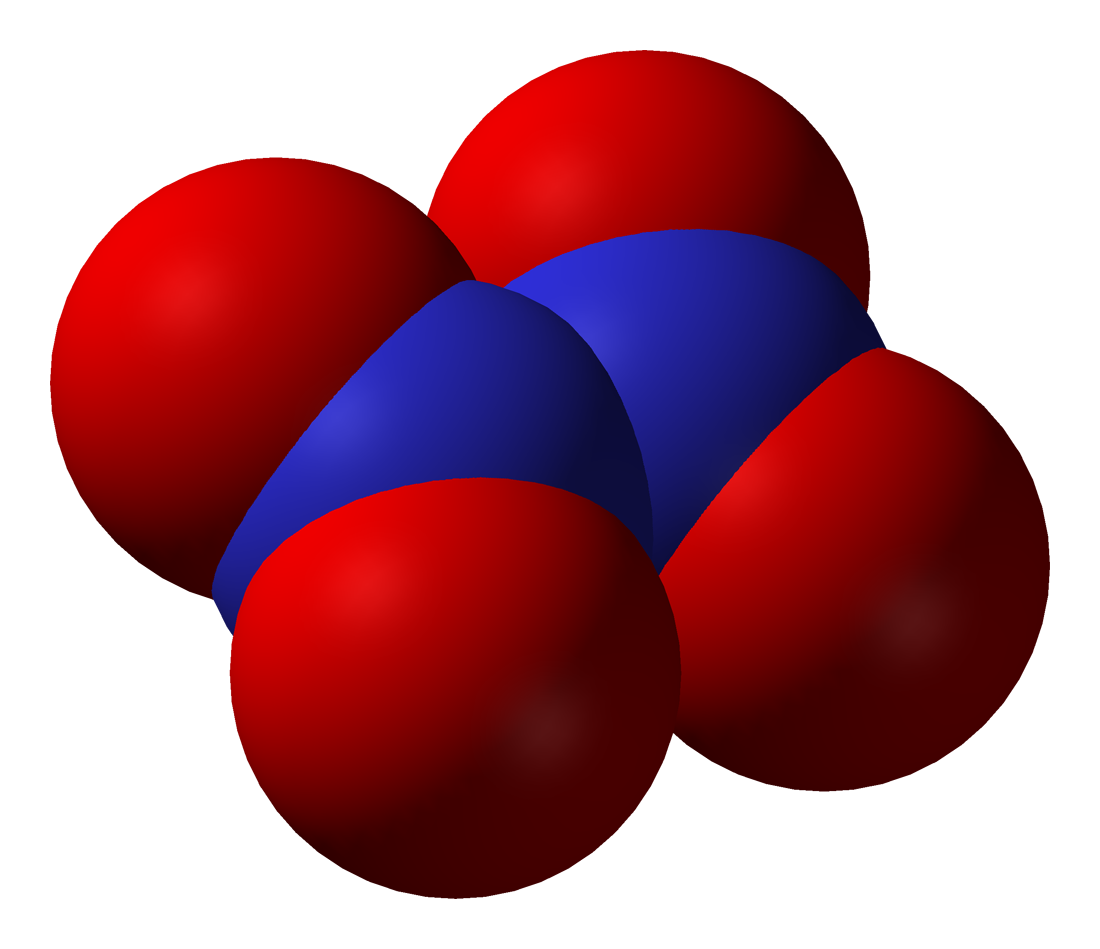
사산화 이질소, N2O4
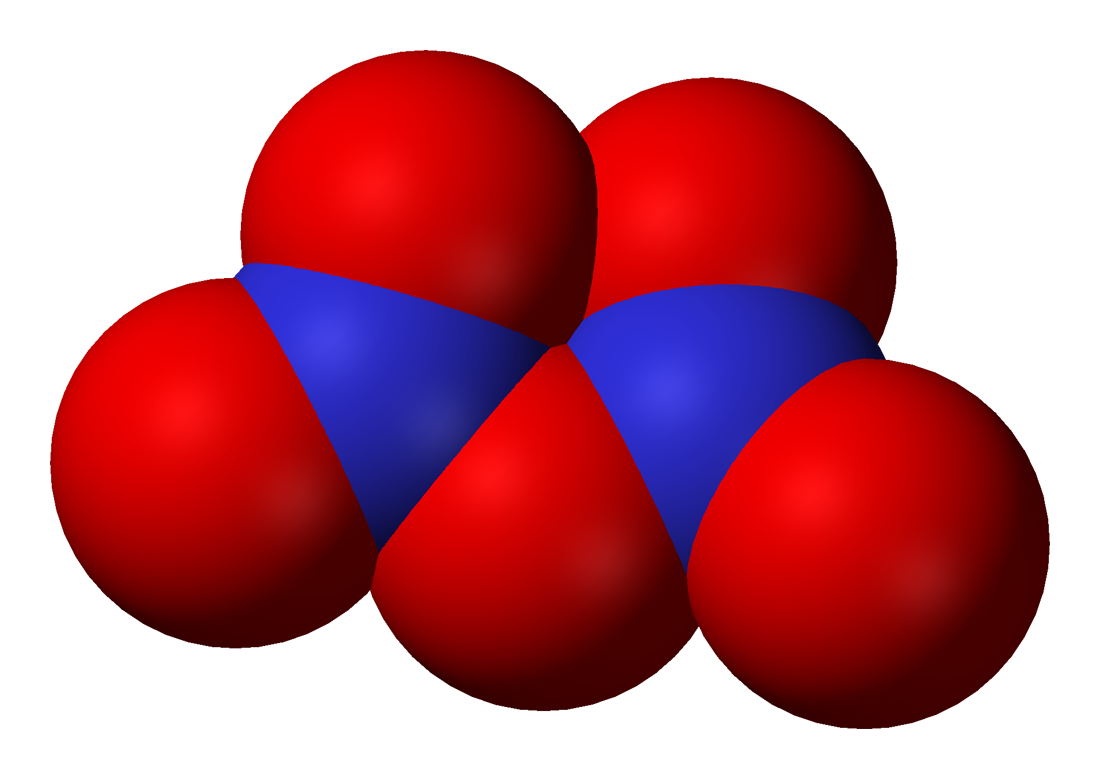
오산화 이질소, N2O5

## NOx
NOx는 일산화 질소와 이산화 질소(NO, NO2)를 함께 부르는 데 쓰인다. 이 질소 산화물은 연소, 특히 고온 연소에서 많이 발생한다.

## 같이 보기
- 질산염